# EC Radar
Der Esporte Clube Radar war ein Sportverein aus Rio de Janeiro im Stadtteil Copacabana, der Bekanntheit als Pionier des professionellen Frauenfußballs in Brasilien erlangte. Seine Farben waren Blau und Gelb.

## Geschichte
Der Club wurde bereits 1932 als Amateursportverein gegründet. Als 1979 das seit 1941 geltende Verbot der vereinsmäßigen Organisation von Frauenfußball aufgehoben wurde, ergriff Clubeigner Eurico Lyra Filho im Jahr darauf die Gelegenheit, um mit Hilfe eines finanziellen Sponsorings aus dem lokalen Bankensektor das erste professionell organisierte Frauenfußballteam Brasiliens aufzustellen. Zusammengesetzt wurde das Team vor allem aus Spielerinnen, die im Milieu der Strandfußballer von der Copacabana beheimatet waren und auf dessen Sand den Sport als Hobby betrieben haben, auf dem das Team dann auch in Ermangelung eines eigenen Spielfeldes die ersten zwei Jahre spielen und trainieren musste. Erst ab 1982 konnte das Team auf Rasen spielen, nachdem es die Erlaubnis zur Nutzung des Feldes des ortsansässigen Sportzentrums der brasilianischen Marine (Casa do Marinheiro) erhalten hat, zu dem der Zutritt für Frauen zuvor noch verboten war.
1983 wurde von der FERJ die erste Staatsmeisterschaft für Frauenfußball ausgetragen, zu deren ersten Teilnehmern der EC Radar gehörte, der sich den Titel nach drei Finalspielen (1:0; 0:1; 3:0) gegen den Bangu AC sicherte. Damit begann die Dominanz des Vereins im brasilianischen Frauenfußball, die das gesamte achte Jahrzehnt des 20. Jahrhunderts andauerte. Radar gewann nicht nur alle bis 1988 ausgetragenen Staatsmeisterschaften, sondern auch alle von 1983 bis 1989 von der CBF organisierten nationalen Wettkämpfe um die Taça Brasil. In jener Zeit war Radar der einzige verhältnismäßig professionell betriebene Frauenfußballverein Brasiliens, worauf letztlich seine Dominanz gründete, während alle anderen Clubs diesem Sport nur wenig Gewicht beimaßen und ihn auf Amateurniveau betrieben.
Mangelndes Zuschauerinteresse und nicht vorhandene Unterstützung seitens der Berichterstattung führten gegen Ende des Jahrzehnts zu einem ersten Niedergang des brasilianischen Frauenfußballs, da Sponsorengelder zunehmend ausblieben, was auch für Radar das Ende einleitete. Seine herausragende Bedeutung für den Frauenfußball konnte er allerdings noch einmal bei der Gründung der Nationalmannschaft der Frauen untermauern, deren erste Kader nahezu komplett von den Spielerinnen von Radar gestellt wurden. So bei dem FIFA-Einladungsturnier in China 1988 sowie bei der ersten Fußball-Weltmeisterschaft der Frauen im selben Land 1991. Den dadurch erreichten Einfluss nutzte Eurico um sich anlässlich der Weltmeisterschaft von der CBF zum technischen Direktor der Nationalelf ernennen zu lassen. Brasilien schied hier in der Vorrunde aus.
In China fand Euricos Reputation ein schnelles Ende, als durch die Radar-Spielerin Márcia Honório da Silva sein sexuelles Verhältnis zu deren Zimmergenossin publik gemacht wurde, was die CBF zum Vorwand nahm, ihn aus allen Verbandsfunktionen zu entlassen. Dies versetzte auch seinem Verein das Aus, der fortan vom CBF gemieden wurde, worauf sich seine Spielerinnen zum Wechsel in andere Vereine genötigt sahen, um ihre Karrieren nicht zu gefährden. So bildeten ehemalige Radar-Spielerinnen den Kern der Erfolgsmannschaft des CR Vasco da Gama in den neunziger Jahren. Im Dezember 1996 wurde auf das Radar-Clubhaus in der Rua Mascarenhas de Morais ein Raubüberfall verübt, bei dem eine Bombe zur Explosion gebracht wurde, durch die der anwesende Eurico schwerste Verbrennungen davon trug, an denen er im Januar 1997 im Krankenhaus verstarb. In seinem ehemaligen Clubhaus befindet sich heute ein Fitnessstudio.

## Erfolge
- Taça Brasil: 1983, 1984, 1985, 1986, 1987, 1988, 1989
- Staatsmeisterschaft von Rio de Janeiro: 1983, 1984, 1985, 1986, 1987, 1988

## Bekannte Spielerinnen
- Mariléia dos Santos „Michael Jackson“ (die erste Brasilianerin, die in Europa spielte)
- Elane Rego dos Santos (erzielte 1991 das erste Weltmeisterschaftstor für Brasilien)
- Margarete „Meg“ Maria Pioresan (ehemalige Handballnationaltorhüterin, dann Fußballtorhüterin bei Radar)